# Руда (Италия)
 Тази статия е за градчето в Северна Италия.  За минералната суровина вижте Руда.  
Ру̀да (на италиански: Ruda; на фриулски: Rude, Руде) е малко градче и община в Северна Италия, провинция Удине, автономен регион Фриули-Венеция Джулия. Разположено е на 12 m надморска височина. Населението на общината е 3004 души (към 2010 г.).